# IV Korpus Cesarstwa Austriackiego
IV Korpus Cesarstwa Austriackiego – jeden z korpusów w strukturze organizacyjnej armii Cesarstwa Austriackiego. Brał udział m.in. w wojnie siedmiotygodniowej (na froncie północnym).

## Skład w 1866
Jego dowódcą był feldmarszałek-porucznik Tassilo Festetics de Tolna.
Korpus składał się z następujących oddziałów i pododdziałów:
- brygada piechoty (dowódca generał-major Fryderyk Herman von Brandestein),
  - 26 Pułk Piechoty Wielkiego Księcia Michała (dowódca płk Mikołaj Kamieniecki),
- brygada piechoty (dowódca generał-major Emerich von Fleichhacker),
- brygada piechoty (dowódca płk Karol von Pockh),
- brygada piechoty (dowódca generał-major arcyksiążę Józef von Habsburg),
- 4 szwadrony 10 Pułku Huzarów Księcia Prus,
- 2 baterie artylerii 4-funtowe,
- 2 baterie artylerii 8-funtowe,
- 2 baterie artylerii konnej,
- 1 bateria rakiet.